# Dag Sinterklaas
Dag Sinterklaas is een Vlaamse televisieserie die sinds 1992 op Ketnet (voorheen op de BRTN) wordt uitgezonden tijdens de Sinterklaas-periode. De reeks is geschreven door Hugo Matthysen.
In 1992 en 1993 werden telkens 10 afleveringen geproduceerd, die tot en met 2018 jaarlijks werden herhaald. Deze draaien rond Bart Peeters die op bezoek gaat bij Sinterklaas (Jan Decleir) en Zwarte Piet (Frans Van der Aa) wanneer zij in België verblijven om pakjes uit te delen.
Vanuit deze serie ontstonden vanaf de jaren 2000 afgeleide kinderprogramma's zoals Sinteressante dingen, films zoals Ay Ramon! en het jaarlijkse publieksevenement Hij komt, hij komt... De intrede van de Sint. Hierin hernamen Jan Decleir en Frans Van der Aa telkens hun rol, ondersteund door een aantal bijkomende personages.
Wegens de verouderde verhalen en beeldkwaliteit besloot men in 2019 de reeks te vernieuwen. Hiertoe leidde dat in dat jaar Jan Decleir en Frans Van der Aa in hun rol als Sinterklaas en Zwarte Piet opgevolgd werden door respectievelijk Wim Opbrouck en Jonas Van Thielen. Er werden 20 nieuwe afleveringen van Dag Sinterklaas geproduceerd die vanaf dat jaar de oorspronkelijke afleveringen vervangen. De regie was in handen van Frank Van Passel en Stijn Coninx.

## Oorspronkelijke serie (1992–1993)

### Concept
Deze serie bestaat uit twee jaargangen van elk 10 afleveringen van ongeveer 10 minuten, geschreven door Hugo Matthysen en geregisseerd door Dick Verbesselt.
Iedere aflevering begint met Bart Peeters die zijn fictieve dochters Charlotte en Jessica in bed stopt, wanneer zij hem een vraag stellen over Sinterklaas. Bijvoorbeeld: houdt Sinterklaas werkelijk altijd zijn mijter op, ook in bad? En is Sinterklaas ooit al eens verliefd geweest? Bart meent hen het antwoord te kunnen geven aangezien hij bij Sinterklaas en Zwarte Piet op bezoek is geweest. Vervolgens worden beelden van Barts bezoek getoond, met een plot die op die specifieke vraag is gebaseerd.
Vanaf 2007 werd een aangepaste versie van deze afleveringen uitgezonden, waarbij Charlotte, Jessica en Bart in de proloog werden vervangen door twee nieuwe meisjes en hun opa. De originele bezoekscènes van Bart bij Sinterklaas en Zwarte Piet bleven wel behouden, maar het beeldformaat daarvan werd bijgesneden van 4:3 naar 16:9.

### Rolverdeling
| Acteur           | Personage     |
| ---------------- | ------------- |
| Jan Decleir      | Sinterklaas   |
| Frans Van der Aa | Zwarte Piet   |
| Bart Peeters     | Bart          |
| Charlotte Cox    | Charlotte (*) |
| Jessica Cox      | Jessica (*)   |
| Jitse Somers     | Jitse (**)    |
| Anke Somers      | Anke (**)     |
| Roger Bolders    | Opa (**)      |

(*) Niet meer te zien vanaf 2007, door geschrapte scènes
(**) Pas te zien vanaf 2007, door toegevoegde scènes
En voorts gastrollen door Willy Vandermeulen, Jean Blaute, Johny Voners, Jan Steen, Bea Van der Maat, Max Schnur en Chris Cauwenberghs.

### Afleveringen
| Nr. | Seizoen | Titel van aflevering          | Debuut           |  |
| --- | ------- | ----------------------------- | ---------------- |  |
| 1 | 1.1     | Waar woont Sinterklaas?       | 26 november 1992 |  |
| Het is winter. Bart Peeters gaat naar het kasteel van Sinterklaas en ontdekt er dat diens paard Slechtweervandaag heet. Sinterklaas vertelt waarom.              |         |                               |                  |  |
| 2 | 1.2     | De attributen van Sinterklaas | 27 november 1992 |  |
| Bart komt erachter dat Sinterklaas zijn mijter ook in bad draagt. Zwarte Piet vertelt hoe de kleren van Sinterklaas heten.                                       |         |                               |                  |  |
| 3 | 1.3     | Het boek van Sinterklaas      | 28 november 1992 |  |
| Bart kijkt in het Grote Boek van Sinterklaas. Daarin staat blijkbaar ook geschreven dat Bart geen spruitjes lust.                                                |         |                               |                  |  |
| 4 | 1.4     | Hoe schrijf je een brief?     | 29 november 1992 |  |
| Sinterklaas vertelt wat hij wil dat er in een brief staat. Verder ontdekt Bart dat de Sint één keer per maand een sigaar rookt.                                  |         |                               |                  |  |
| 5 | 1.5     | Valse Sinterklazen            | 30 november 1992 |  |
| Piet heeft een aantal valse Sinterklazen gevangen. Sint, Piet en Bart nemen een kijkje bij de 'schurken'. De Sint spreekt ze aan en stuurt ze naar huis.         |         |                               |                  |  |
| 6 | 1.6     | Hoe geraakt de Sint binnen?   | 1 december 1992  |  |
| Sinterklaas vertelt hoe hij bij alle kinderen naar binnen komt. Zwarte Piet geeft een demonstratie.                                                              |         |                               |                  |  |
| 7 | 1.7     | Snoep                         | 2 december 1992  |  |
| Sinterklaas wil lekker snoep uitdelen, maar volgens Zwarte Piet moet je er vooral goed mee kunnen gooien. Hij test het samen met Bart.                           |         |                               |                  |  |
| 8 | 1.8     | Sinterklaasliedjes            | 3 december 1992  |  |
| Zwarte Piet heeft een sinterklaasliedje geschreven, maar Sinterklaas vindt het niet mooi. Hij vertelt van welke liedjes hij wel houdt.                           |         |                               |                  |  |
| 9 | 1.9     | Hoe zet ik mijn schoen klaar? | 4 december 1992  |  |
| Sinterklaas toont aan Bart hoe de schoenen worden klaargezet. Hij vraagt Bart ook of hij dit jaar wel braaf is geweest.                                          |         |                               |                  |  |
| 10 | 1.10    | Sinterklaas is jarig          | 5 december 1992  |  |
| Sinterklaas en Zwarte Piet treffen de laatste voorbereidingen om pakjes uit te delen. Ze tonen Bart ook hoe ze vannacht over de daken zullen lopen.              |         |                               |                  |  |
| 11 | 2.1     | Wie betaalt het speelgoed?    | 26 november 1993 |  |
| Bart vraagt zich af of Sinterklaas wel genoeg geld heeft om al het speelgoed te betalen. De Sint legt uit dat hij en Zwarte Piet speciaal Sintengeld gebruiken.  |         |                               |                  |  |
| 12 | 2.2     | De Sint in de storm           | 27 november 1993 |  |
| Omdat het stormt kan Bart niet naar huis en blijft hij slapen bij Zwarte Piet. Ze horen plots vreemde geluiden en ontdekken zo dat de Sint slaapwandelt.         |         |                               |                  |  |
| 13 | 2.3     | Stoute kinderen               | 28 november 1993 |  |
| Terwijl Sinterklaas met zijn paard is gaan wandelen, imiteert Zwarte Piet diens bazigheid door Bart te commanderen. Maar dan komt de Sint plots binnen ...       |         |                               |                  |  |
| 14 | 2.4     | Waarom is Zwarte Piet zwart?  | 29 november 1993 |  |
| Bart vraagt zich af hoe het komt dat Zwarte Piet zwart is geworden. Piet wil het hem aan den lijve doen ondervinden door samen door de schouw te springen.       |         |                               |                  |  |
| 15 | 2.5     | Speelgoed                     | 30 november 1993 |  |
| Sinterklaas wil dat Zwarte Piet stopt met het spelen op de Game Boy. De Sint vindt traditionele spelletjes veel beter, maar blijkt toch nieuwsgierig te zijn ... |         |                               |                  |  |
| 16 | 2.6     | Op het dak                    | 1 december 1993  |  |
| Sinterklaas is verkouden, maar wil bewijzen aan Zwarte Piet en Bart dat hij niet te oud is om over daken te lopen.                                               |         |                               |                  |  |
| 17 | 2.7     | Fietsen op de daken           | 2 december 1993  |  |
| Sinterklaas en Zwarte Piet gaan op ronde om te controleren of de dakenkaart nog steeds klopt. Op een van de daken ontdekken ze een zak met gestolen spullen.     |         |                               |                  |  |
| 18 | 2.8     | Het geloof in Sinterklaas     | 3 december 1993  |  |
| Sinterklaas leest in een brief van een kind dat ze niet in zijn bestaan gelooft, en is ontroostbaar. Zwarte Piet en Bart proberen hem op te vrolijken.           |         |                               |                  |  |
| 19 | 2.9     | Sinterklaas is verliefd       | 4 december 1993  |  |
| Sinterklaas vertelt hoe hij ooit verliefd was. Doordat hij altijd pakjes moest uitdelen, trouwde zijn geliefde uiteindelijk met een soldaat.                     |         |                               |                  |  |
| 20 | 2.10    | Sinterklaas is jarig          | 5 december 1993  |  |
| Sinterklaas en Zwarte Piet treffen de laatste voorbereidingen om pakjes uit te delen. Bart geeft de Sint een pen cadeau voor diens verjaardag.                   |         |                               |                  |  |

## Nieuwe serie (2019)

### Concept
Deze reeks bestaat uit een jaargang van 20 afleveringen, geschreven door Hugo Matthysen en geregisseerd door Stijn Coninx en Frank Van Passel.
Anders dan in de oorspronkelijke serie logeren Sinterklaas en Zwarte Piet nu niet langer met z'n tweeën in België, maar krijgen ze het gezelschap van heel wat andere personages. Verschillende daarvan zijn voor de kijkers reeds bekend vanuit de andere hedendaagse Ketnet-programma's en films rond Sinterklaas. Jan Decleir, Frans Van der Aa en Bart Peeters spelen niet meer mee in deze reeks.

### Rolverdeling
| Acteur               | Personage                       |
| -------------------- | ------------------------------- |
| Wim Opbrouck         | Sinterklaas                     |
| Jonas Van Thielen    | Zwarte Piet                     |
| Pieter Embrechts     | Ramon Iglesias                  |
| Els Dottermans       | Conchita García                 |
| Evelien Bosmans      | Palomita García                 |
| Tine Embrechts       | Kneta Knieschijf                |
| Bart Hollanders      | Stafhouder Evert Van Emmergem   |
| Adriaan Van den Hoof | Kapitein Paelinckx              |
| Warre Borgmans       | Kapitein Droogdockx             |
| Nico Sturm           | Professor Herman Van den Uytleg |

En voorts gastrollen door Jelle Cleymans, Danira Boukhriss, Rik Torfs, Sven De Ridder, Tatyana Beloy, Aster Nzeyimana, Marc Cambré, Dimitri Leue en Nayat Sari.

### Afleveringen
| Nr. | Seizoen | Titel van aflevering         | Debuut           |  |
| --- | ------- | ---------------------------- | ---------------- |  |
| 21  | 3.1     | Hele kleine kindjes          | 16 november 2019 |  |
| 22  | 3.2     | Kneta Knieschijf             | 16 november 2019 |  |
| 23  | 3.3     | Albondigas                   | 17 november 2019 |  |
| 24  | 3.4     | De stoomboot                 | 17 november 2019 |  |
| 25  | 3.5     | Dakenliefde                  | 17 november 2019 |  |
| 26  | 3.6     | Valse Sinterklazen           | 17 november 2019 |  |
| 27  | 3.7     | Door de schoorsteen          | 17 november 2019 |  |
| 28  | 3.8     | Knikkertje Koffiepot         | 18 november 2019 |  |
| 29  | 3.9     | Matroos Marsepein            | 18 november 2019 |  |
| 30  | 3.10    | Ramon                        | 18 november 2019 |  |
| 31  | 3.11    | Slechtweervandaag            | 18 november 2019 |  |
| 32  | 3.12    | Sint in bad                  | 19 november 2019 |  |
| 33  | 3.13    | Het boek                     | 19 november 2019 |  |
| 34  | 3.14    | Brieven en tekeningen        | 19 november 2019 |  |
| 35  | 3.15    | Snoepgooien en snoepstrooien | 19 november 2019 |  |
| 36  | 3.16    | Sinterklaasliedje            | 20 november 2019 |  |
| 37  | 3.17    | Speelgoed                    | 20 november 2019 |  |
| 38  | 3.18    | Fietsen op de daken          | 20 november 2019 |  |
| 39  | 3.19    | Het geloof in Sinterklaas    | 20 november 2019 |  |
| 40  | 3.20    | Sinterklaas verliefd         | 21 november 2019 |  |